# Théâtre anatomique de Bologne

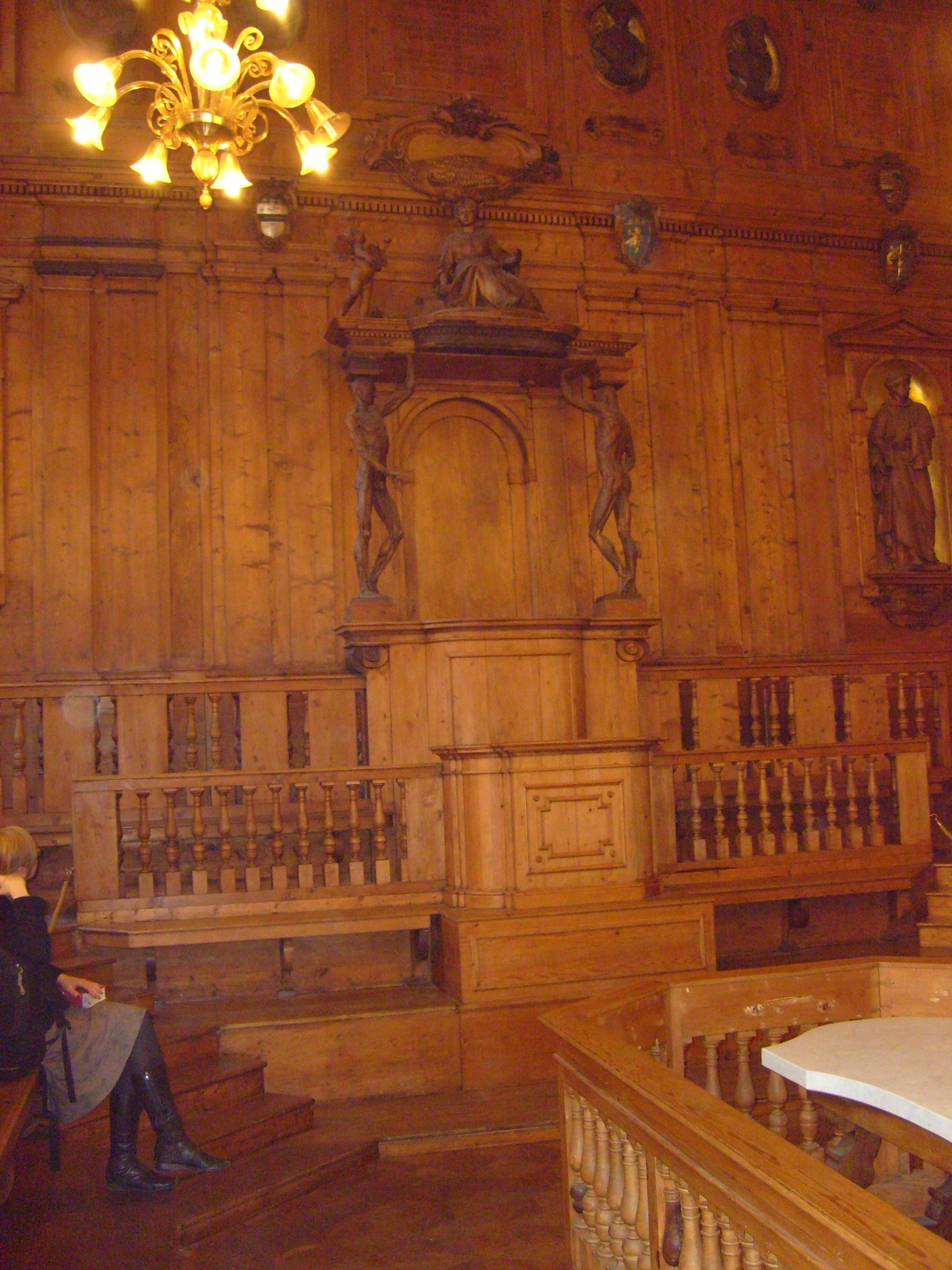
L'intérieur du théâtre anatomique de Bologne.

Le théâtre anatomique de Bologne est un théâtre anatomique situé dans le palais de l'Archiginnasio, à Bologne, en Italie. Construit en 1649 sur un modèle architectural totalement différent de ses prédécesseurs, généralement copiés sur le théâtre anatomique de Padoue, il n'inspira guère que l'installation établie à Ferrare en 1731. Il demeure néanmoins l'un des plus fameux édifices de ce type.

## Histoire
Le théâtre anatomique de Bologne est l'un des rares à avoir été conservés jusqu'à aujourd'hui, et ce malgré un bombardement durant la Seconde Guerre mondiale, le 29 janvier 1944 précisément. Il a été restauré après-guerre, puis de nouveau en 2006. Dans ce dernier cas, l'opération a duré six mois et coûté 68 000 euros, une somme réunie grâce à une loterie.

## Décoration
À l'intérieur de l'installation, qui désormais se visite, se trouvent les statues en bois de plusieurs grands anatomistes passés par la ville et l'université de Bologne, ainsi que deux figures marquantes de l'histoire de la médecine durant l'Antiquité grecque. Au total, douze personnages sont représentés : Hippocrate, Claude Galien, Fabrizio Bartoletti, Giovanni Girolamo Sbaraglia, Marcello Malpighi, Carlo Fracassati, Mondino de' Liuzzi, Bartolomeo da Varignana, Pietro d'Argelata, Costanzo Varolio, Giulio Cesare Aranzio et Gaspare Tagliacozzi Trigambe.

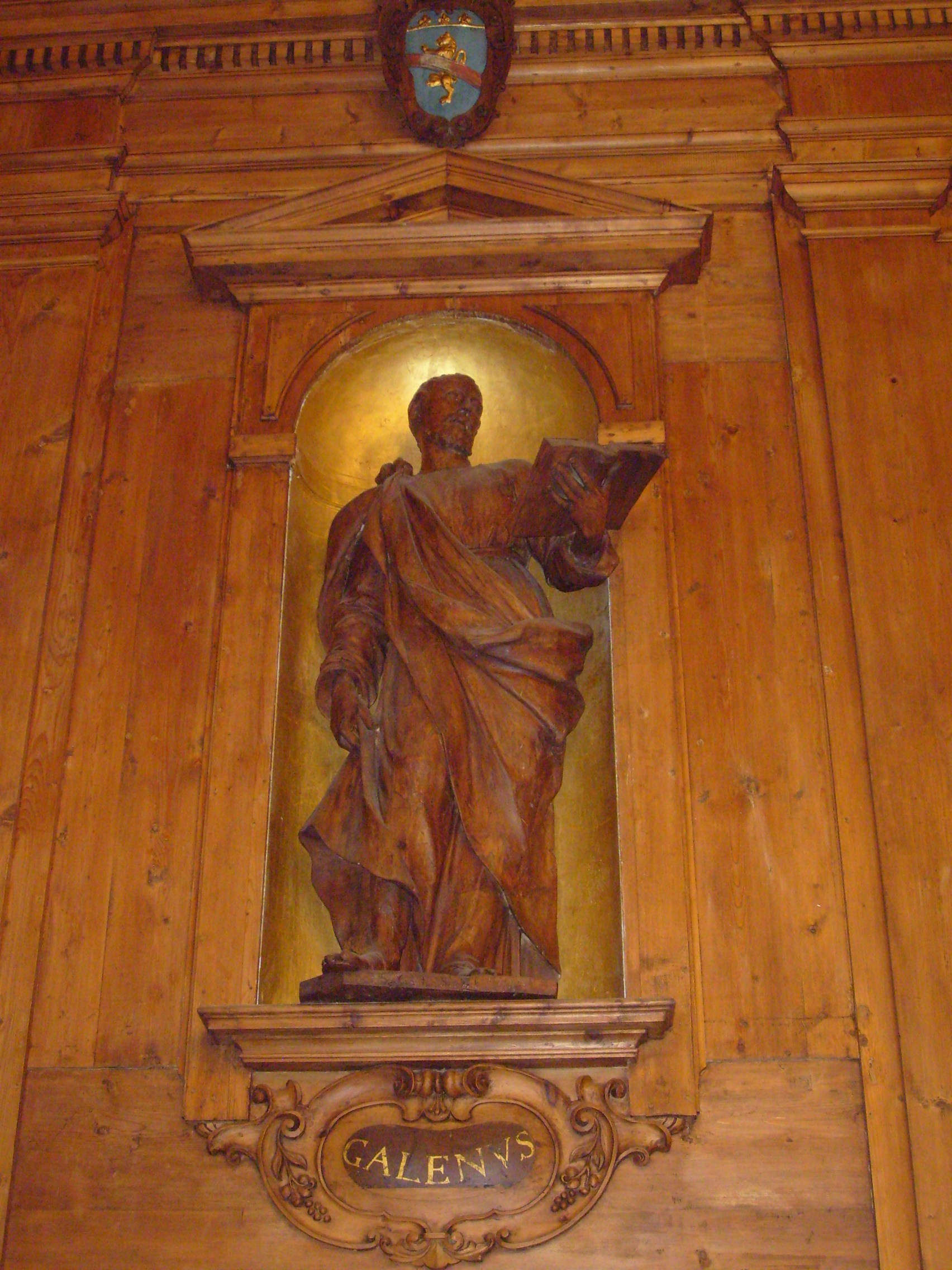
Statue en bois représentant Claude Galien dans le théâtre anatomique
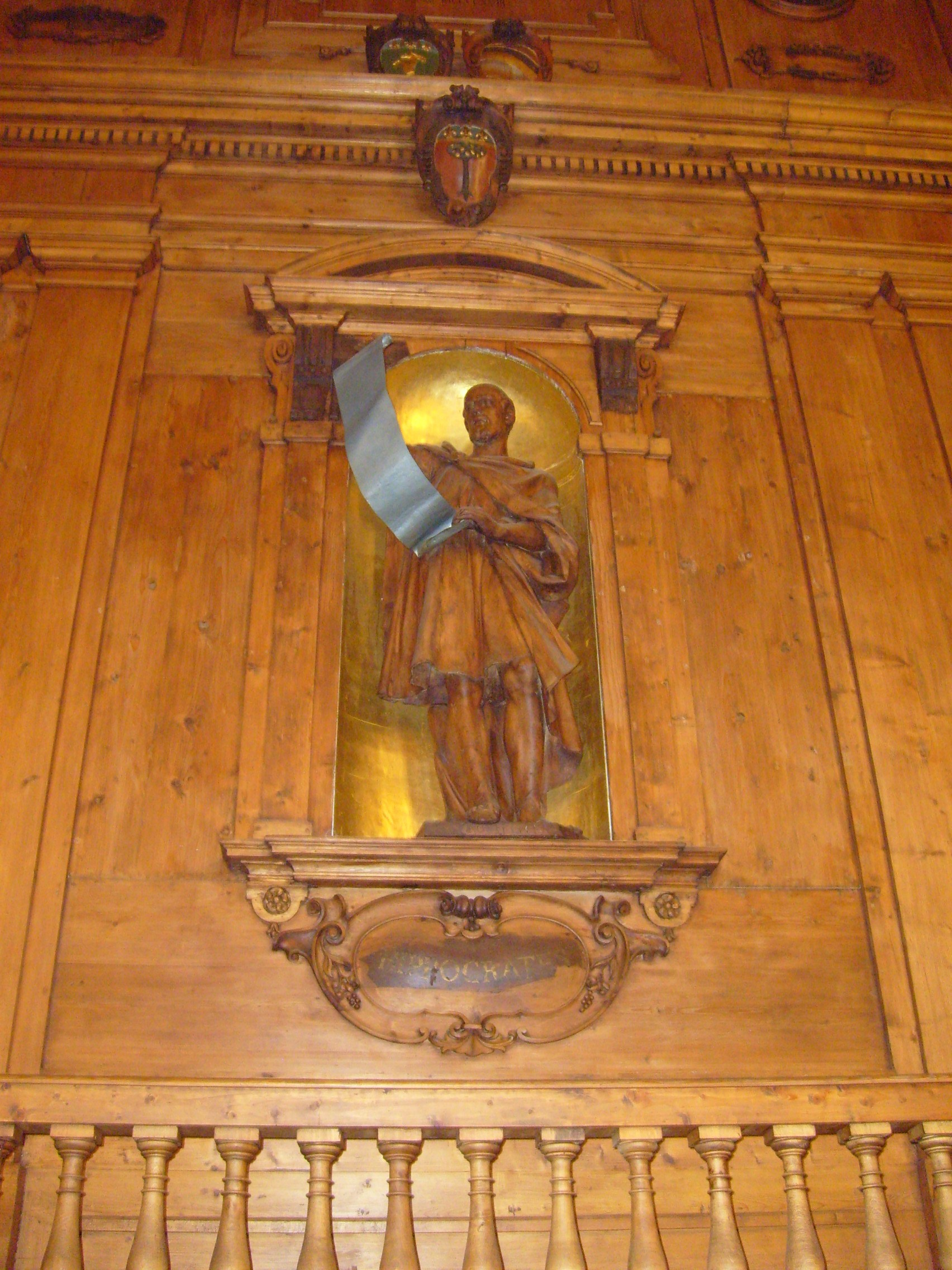
Photographie récente d'une statue en bois d'Hippocrate
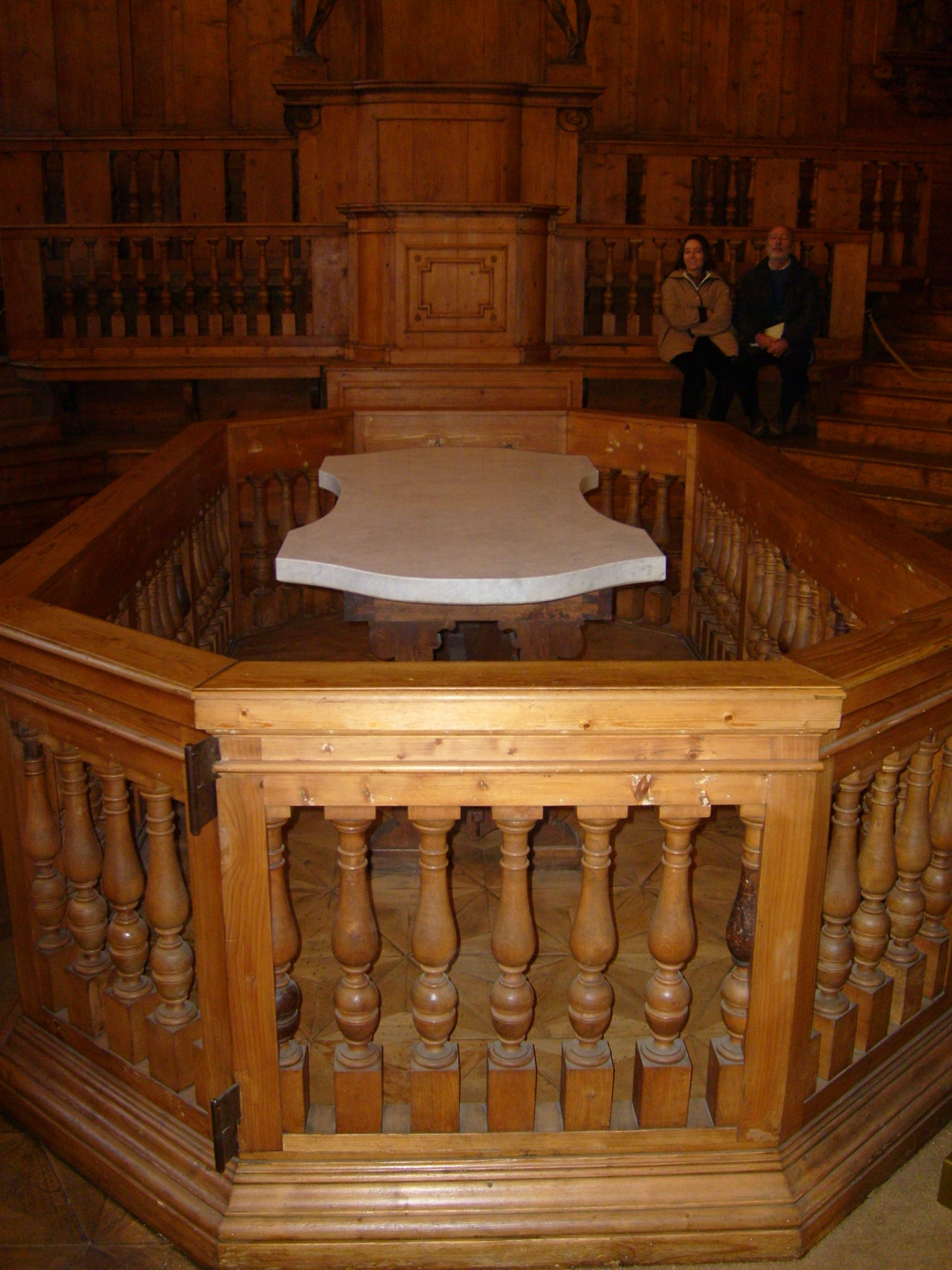
Photographie de la table de dissection, de nos jours
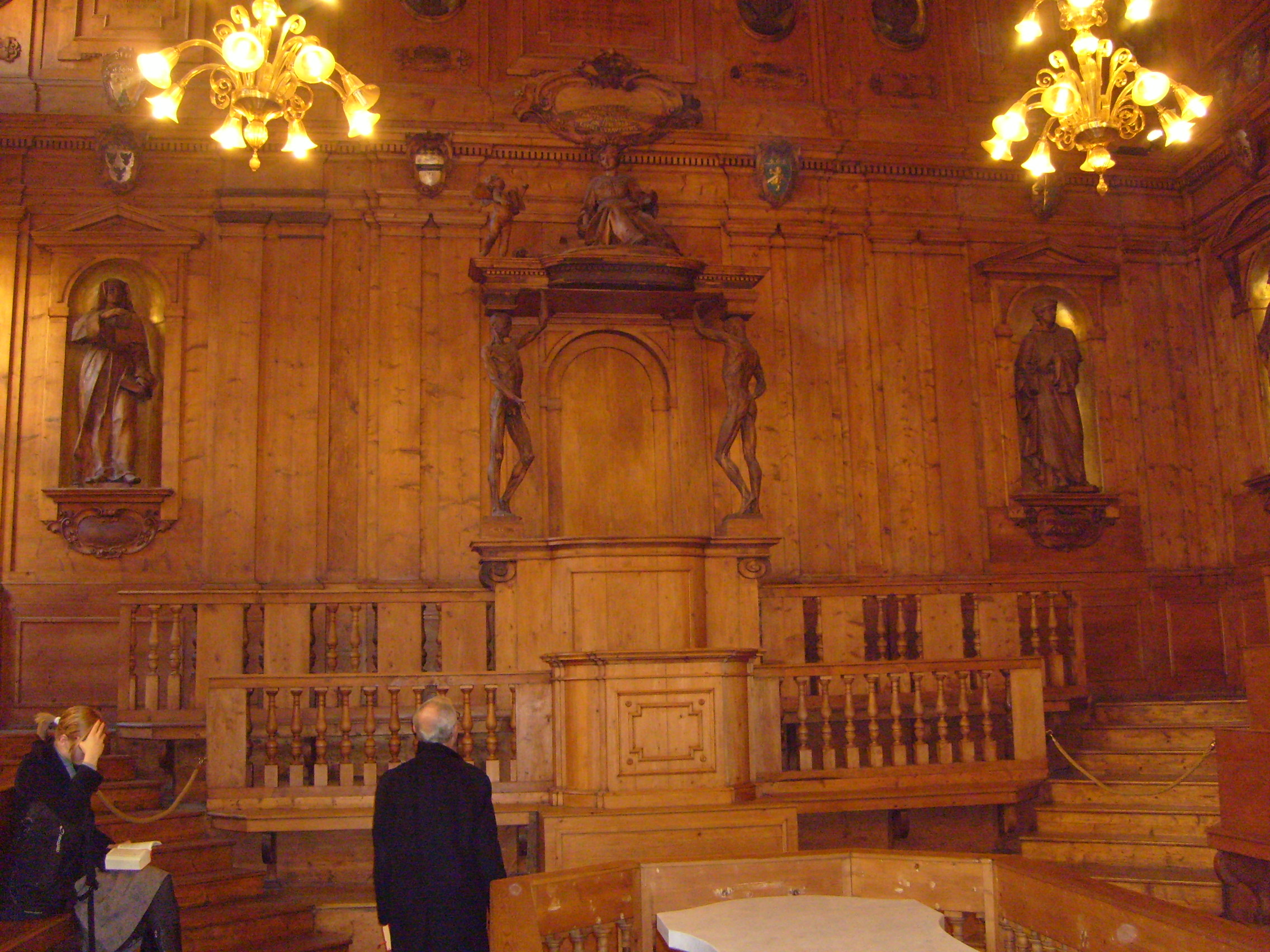
Photographie récente montrant des visiteurs dans le théâtre anatomique de Bologne